# Гославский, Евгений Петрович
Евге́ний Петро́вич Госла́вский (18 [30] апреля 1861, Санкт-Петербург — 2 [15] декабря 1917, Симбирск) — русский писатель и драматург. Брат художника П. П. Гославского, отец актрисы С. Е. Гославской. Член Общества любителей российской словесности, Общества русских драматических писателей и оперных композиторов, литературного кружка «Среда». Действительный статский советник.

## Биография
Представитель дворянского рода Гославских, восходящего к полковнику Полоцкой шляхты Гавриле Гаславскому, который в 1667 году принял русское подданство. Родился в семье действительного статского советника П. В. Гославского (1825—1891) и писательницы С. Н. Шигаевой (1835 — ок. 1884), состоявшей в родстве с Уваровыми. Брат художника П. П. Гославского. 
Детство и юность провёл преимущественно в селе Остро-Пластиково Сапожковского уезда Рязанской губернии. С 1884 года преподавал в школе при церкви Рождества Пресвятой Богородицы в селе Старо-Пластиково (того же уезда); эта школа была построена и открыта И. В. Вернадским, а после его смерти, в 1885—1894 годах, содержалась преимущественно на средства П. В. Гославского, в указанный период состоявшего почётным мировым судьёй по Сапожковскому уезду. В 1886 году женился на Александре Васильевне Карк (1863—1952) — немке по происхождению, отец которой служил гардеробмейстером при дворе Александра III. В последующие десятилетия попеременно жил в своём имении близ села Остро-Пластиково, в Санкт-Петербурге и в Москве (по адресам: Трубниковский переулок, дом 11; Большая Молчановка, дом 11). Незадолго до смерти получил по наследству имение в местечке Старая Майна и переехал туда на постоянное жительство. «Там он жил настоящим затворником, — вспоминал И. А. Белоусов, — по целым месяцам не выходил из своей комнаты, стены которой были увешаны планами и проектами новых рассказов».
Умер 2 (15) декабря 1917 года в Симбирске.

## Литературная деятельность

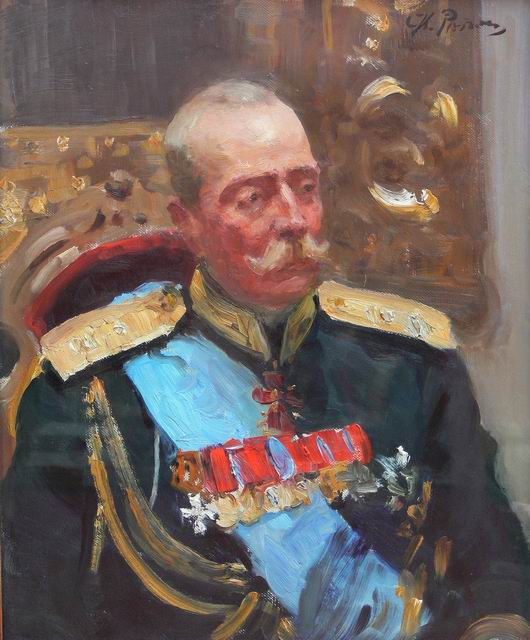
Принц Александр Петрович Ольденбургский, по заказу которого Гославский написал пьесу «Пар» (эскиз И. Е. Репина к картине «Торжественное заседание Государственного совета»).

Начал литературную деятельность в 1882 году, однако стал публиковаться лишь с конца 1880-х. Сотрудничал с журналами «Шут», «Стрекоза», «Наблюдатель», «Артист» (именно здесь увидели свет многие рассказы Гославского, а также его пьесы «Расплата (Эгоисты)» и «В разлуке»), «Русская мысль», «Театрал», «Детский отдых», «Детское чтение», «Детский друг», «Новое слово» и др.. Проявлял большой интерес к русскому фольклору, отразившийся во многих произведениях (в том числе в пьесах «Иванушка и журавль» и «Разрыв-трава»). Записал ряд народных песен.
Наибольшее признание получил как драматург. Автор пьес: «Богатей (Кротость — что белая зорька)» (1891), «Не всякому, как Якову» (1891), «Расплата (Эгоисты)» (1893, Грибоедовская премия), «В разлуке» (1894), «Метель» (1894), «Подорожник» (1897), «Иванушка и журавль» (1898), «Разрыв-трава» (1901), «Свободный художник» (1903), «Шоверша» (1904) и др. В этих произведениях нашли отражение социальные процессы 1890-х годов: разорение «дворянских гнёзд», капитализация деревни, расслоение крестьянства. Перу Гославского также принадлежит пьеса «Пар» (1899), написанная по заказу принца Ольденбургского и посвящённая созданию первой в России паровой машины.
Многие из перечисленных пьес шли на сценах столичных театров, в том числе Малого («Расплата», «В разлуке», «Подорожник») и Нового («Разрыв-трава»). В отдельных постановках принимали участие такие выдающиеся мастера сцены, как М. Н. Ермолова (первая исполнительница роли Берты Рейман в «Расплате»), Е. Д. Турчанинова (первая исполнительница роли Дуньки в комедии «В разлуке», роли Милитрисы в фантастической сказке «Разрыв-трава») и др. Комедия «В разлуке» получила очень высокую оценку А. П. Чехова, который писал её автору: «Я давно уже не читал таких хороших пьес. <…> Её литературные достоинства до такой степени привлекательны, что я, не задумываясь, причислил её к разряду наших лучших пьес из народного быта, и вот, как видите, не удержался и пишу Вам. Люди живые, написаны просто и ярко. <…> Язык великолепен. Чувство меры и такт образцовые. <…> От души желаю Вам всего хорошего, а главное — успеха и полного расцвета. Желаю искренно, как искренно верю, что у Вас настоящий драматический талант». Примечательна судьба пьесы «Иванушка и журавль», созданной по мотивам русских народных сказок. Неоднократно издававшаяся при жизни автора, она не была забыта и после его смерти. Так, в 1999 году  «Иванушка…» увидел свет рампы в рамках I Всероссийского фестиваля школьных театров «Русская драма». Этот спектакль был очень тепло встречен и публикой, и столичными обозревателями. Журнал «Встреча» писал: «„Иванушка и журавль“ дарит зрителю солнечную радость. Незамысловатая драматургия, простая наивная сказка… <…> Отрадно, что на школьную сцену возвращается русская классика, проникнутая духовностью и нравственностью».

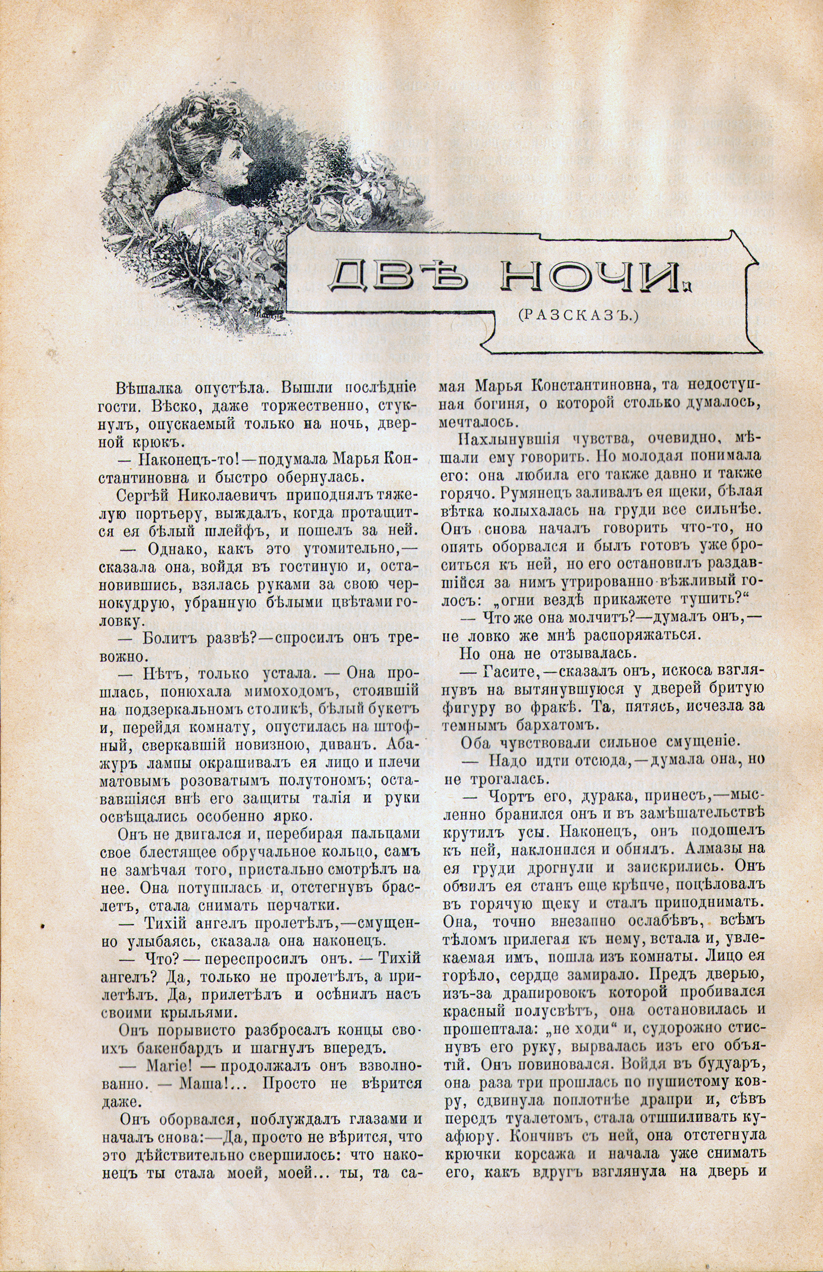
«Две ночи», журнал «Артист», № 31, 1893

Гославский приобрёл известность и как автор многочисленных рассказов. Их подробному анализу посвящена статья В. М. Шулятикова «Рассказы Евг. Гославского», которая является рецензией на сборник «Путём-дорогою» (1902). Как отметил критик, Гославский обращался в своей малой прозе, как правило, к описанию быта крестьянства («Соперница», «Яблоки»), «быта сельских учителей, их положения среди провинциальной аристократии» («Невзначай»), «их отношения к учебному начальству» («Заяц»). Уделявший большое внимание внутреннему миру своих героев, писатель с большим мастерством изображал патологические состояния психики. В этом плане представляет особенный интерес сюжет «Зайца», посвящённого «описанию последовательного развития психического недуга». Главный герой рассказа, учитель Терентий Захарович Машин, был поставлен рецензентом в один ряд с Васей Шумковым из повести Ф. М. Достоевского «Слабое сердце». В целом, по мнению Шулятикова, проза Гославского отмечена «печатью несомненного таланта, таланта глубоко реалистического».
Статью Шулятикова частично дополняет рецензия М. А. Протопопова, появившаяся в журнале «Русская мысль» (1903, № 3). Автор этой рецензии отметил, что «холодная отвлечённая правда изображаемого факта» всегда согрета у Гославского «теплотой субъективного чувства», и подчеркнул «сдержанную, благоприличную литературную манеру», лишённую «нарочитых эксцентричностей» и «ухарства». Не менее благожелательные отзывы Гославский получал от Протопопова и в личной переписке: «В письме „избранником“ называет», — сообщил Евгений Петрович Чехову 4 января 1903 г. Таким образом, оба критика сошлись в симпатиях к творчеству Гославского, что особенно показательно, если учесть их принадлежность к противоположным лагерям общественной мысли: Шулятиков был марксистом, а Протопопов относился к народникам.
В 1928 году Н. А. Крашенинников отнес Гославского к «звену молодой художественной литературы», которое группировалось вокруг журнала «Новое слово» и которому также принадлежали И. А. Бунин, Скиталец, С. А. Найдёнов, Н. Д. Телешов, Н. И. Тимковский, И. А. Белоусов, А. С. Серафимович.

## Взаимоотношения с деятелями культуры

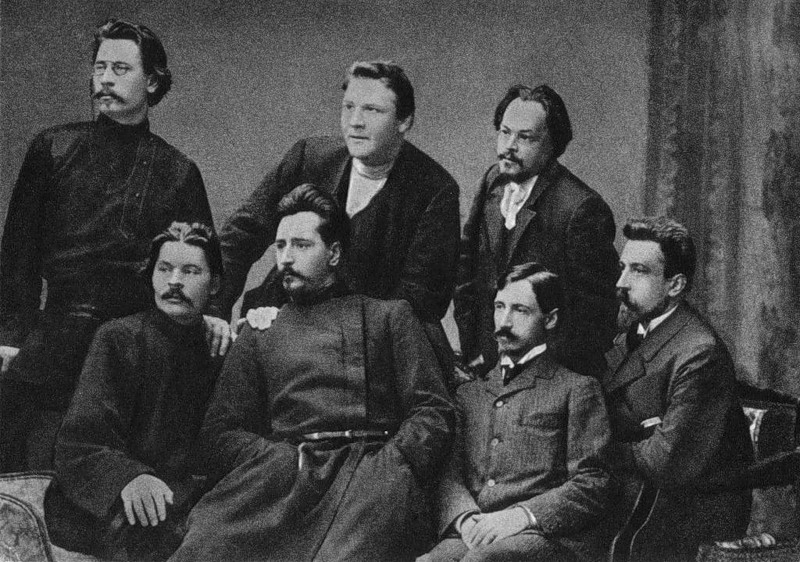
Некоторые члены кружка «Среда». В верхнем ряду (слева направо): С. Г. Скиталец (Петров), Ф. И. Шаляпин, Е. Н. Чириков. Внизу: Максим Горький, Л. Н. Андреев, И. А. Бунин, Н. Д. Телешов. Фото 1902 года.

Евгений Петрович Гославский состоял в дружеских отношениях со многими деятелями русской культуры конца XIX — начала XX века. Он был одним из старейших членов литературного кружка «Среда», куда также входили Н. Д. Телешов, И. А. Бунин, Ю. А. Бунин, Максим Горький, Л. Н. Андреев, А. И. Куприн, В. В. Вересаев, Н. И. Тимковский и др. Отдельные собрания этого кружка прошли в квартире Гославского на Большой Молчановке.
Особое место в жизни Гославского занимал А. П. Чехов, знакомство с которым относится к 1880 году. Великий русский писатель высоко ценил Гославского как человека и как творческую личность, давал ему многочисленные практические советы. Поддержка со стороны Чехова была исключительно важна для Гославского: именно она, в частности, помогла ему выйти весной 1899 года из творческого кризиса, когда он, по собственному признанию, уже собирался «махнуть рукой на своё писанье».
В круг знакомых Гославского входили и многие другие деятели искусства: Е. Д. Турчанинова, Т. Л. Щепкина-Куперник, С. П. Кувшинникова, А. И. Сумбатов-Южин, Вл. И. Немирович-Данченко, А. П. Ленский (Гославский посвятил ему драму «Расплата (Эгоисты)») и др. Творческие союзы связывали Гославского с А. Ф. Гельцером (автором декораций к премьерной постановке комедии «В разлуке»), А. Н. Шефером (автором музыки к премьерной постановке «Разрыв-травы»). Часть архива Гославского, которая хранится в РГАЛИ, включает письма от А. В. Амфитеатрова, П. П. Гнедича, В. С. Калинникова, В. Г. Короленко, Ф. А. Корша, А. Н. Плещеева, К. С. Станиславского.

## Образ Гославского в искусстве
В 1892 году на страницах журнала «Север» был опубликован рассказ А. П. Чехова «Попрыгунья», в первой главе которого упоминается «молодой, но уже известный» литератор, «писавший повести, пьесы и рассказы». По мнению как первых читателей рассказа, так и исследователей, прототипом этого персонажа следует считать Евгения Петровича Гославского. Отдельные сведения о писателе можно почерпнуть из «Записок киноактрисы» С. Е. Гославской, «Бесед с памятью» В. Н. Муромцевой-Буниной, воспоминаний И. А. Белоусова, Н. Д. Телешова. Существует также портрет Гославского, написанный в первой четверти XX века художником В. И. Россинским (частное собрание).

## Семья
Жена — Александра Васильевна Карк (1863—1952).
- Дети:
  - Сергей Евгеньевич Гославский (1887—1944) — юрист, чиновник Правительства А. В. Колчака[28]
  - Софья Евгеньевна Гославская (1890—1979) — актриса театра и немого кино, педагог, мемуарист
  - Александр Евгеньевич Гославский (1895—1921) — младший офицер Белой армии[29]
  - Владимир Евгеньевич Гославский (1897—1982)
  - Николай Евгеньевич Гославский (1900—1984) — участник Великой Отечественной войны, награждён медалями «За боевые заслуги», «За оборону Москвы» и «За победу над Германией в Великой Отечественной войне 1941—1945 гг.»
  - Ольга Евгеньевна Гославская (1902—1957)

### Комментарии
1. ↑  По матери — Елизавете Петровне Уваровой (1806—1838).
2. ↑  В соответствии с современным территориальным делением, это село входит в Остро-Пластиковское сельское поселение Чучковского района Рязанской области.
3. ↑  Тетрадь с набросками рассказов, записями песен и другими неопубликованными материалами хранится в РГАЛИ (ф. 150; 36 ед. хр.; 1888—1967 гг.; оп. 2).
4. ↑  Ф. 150, оп. 1, ед. хр. 36.

## Избранная библиография

### Драматические произведения
- Расплата (Эгоисты): Драма в 4-х действиях // Артист. — 1893. — № 31. — С. 36—62 (2-й пагинации).
- В разлуке: Комедия в 4 д. // Артист. — 1894. — № 41. — С. 1—21 (2-й пагинации).
- Иванушка и журавль: Сказка в 3 карт. Е. Гославского. — СПб., 1898. — 24 с. — (Библиотека наших детей. Сказочный театр).
  - Иванушка и журавль: Сказка в 3 карт. — Изд. 2-е. — СПб., 1901. — (Сказочный театр).
- Разрыв-трава: Фантаст. сказка в 5 д. Е. Гославского. - М., 1902. - 117 с.
- Расплата: (Эгоисты): Драма в 4 д. Е. Гославского. — М., 1903. — 98 с.
- Свободный художник : Комедия в 4 д. Е. Гославского. — М., 1903. — 114 с.
- Девчонки: Комедия в 1 д. — М., 1904.

### Проза
- Вечная память: Рассказ // Артист. — 1893. — № 26. — С. 110—124 (1-й пагинации).
- Заяц: Рассказ // Артист. — 1893. — № 28. — С. 88—103 (1-й пагинации).
- Две ночи: Рассказ // Артист. — 1893. — № 31. — С. 106—112 (1-й пагинации).
- Ошибка: Рассказ // Артист. — 1894. — № 35. — С. 93—117 (1-й пагинации).
- Неважность: Эскиз // Между прочим: Сб. рассказов А. П. Чехова, И. Н. Потапенко, П. П. Гнедича и др. / Под ред. Ф. А. Куманина. — М., 1894.
- Корова: Рассказ // Русская мысль. — 1896. — Кн. 2. — С. 179—206 (1-й пагинации).
- Мужицкая совесть: Рассказ. // Русская мысль. — 1900. — Кн. 11. — С. 55—68 (1-й пагинации).
- Радетель: Рассказ // Курьер. — 1901. — Кн. 3. — 25 декабря.
- Путём-дорогою: Рассказы. — [М.], 1902. Содерж.: Свои люди; Невзначай; Соперница; Малиновый звон; Обида; Зверек; Помочь; Бархат; Заяц; Предупреждение; Яблоки; Полынь; Милосердие зла; Невесть зачем; Голенькая.
- Случай вышел: Рассказ // Русская мысль. — 1903. — Кн. 3.
- Мечтатель: Рассказ // Русская мысль. — 1903. — Кн. 6.
- Вешние грозы: Рассказы. — М., 1903. Содерж.: Крыжовник; Полотер; Красный цыпленок; Мамина душка; Конура; Сажень травы; Мишин грех.
- Горбач: Повесть // Русская мысль. — 1904. — Кн. 6.
- Среди полей: Сб. рассказов для детей. — М., 1905. — 80 с.
- В деревне: Сб. рассказов для детей. — М., 1905. — 127 с.
- «Лягушка-воеводша» и др. рассказы и стихи для маленьких детей. — М., 1908.

### Переводы
- Шевченко Т. Г. „Кобзарь“. В переводе русских писателей: Н. В. Берга, И. А. Бунина, И. А. Белоусова, Ф. Т. Гаврилова, Н. В. Гербеля, В. А. Гиляровского, Е. П. Гославского, Н. Н. Голованова, С. Д. Дрожжина, В. В. Крестовского, П. М. Ковалевского, А. А. Коринфского, Л. А. Мея, М. И. Михайлова, С. А. Мусина-Пушкина, А. А. Монастырского, А. Н. Плещеева, Н. Л. Пушкарёва, И. Д. Радионова, И. З. Сурикова, П. А. Тулуба, А. Шкаффа и др. / Редакция Ив. Ал. Белоусова. — Изд. 2-е, значительно дополненное и исправленное. — СПб.: Изд. товарищества „Знание“, 1906. — 402 с.